# تروي سميث
تروي سميث (بالإنجليزية: Troy Smith)‏ (11 أبريل 1987 - ) هو لاعب كرة قدم جامايكي في مركز الدفاع. شارك مع منتخب جامايكا لكرة القدم. أما مع النوادي، فقد لعب مع مونتيغو باي يونايتد ‏ وVillage United F.C. ‏.

## وصلات خارجية
- تروي سميث على موقع قاعدة بيانات كرة القدم.إي يو (الإنجليزية)
- تروي سميث على موقع ناشيونال فوتبول تيمز (الإنجليزية)
- تروي سميث على موقع Soccerway.com (الإنجليزية)